# 新化乡 (锦屏县)
新化乡，是中华人民共和国贵州省黔东南苗族侗族自治州锦屏县下辖的一个乡镇级行政单位。

## 行政区划
新化乡下辖以下地区：
新化所村、新化司村、新化寨村、密寨村、欧阳村和映寨村。